# Jimwhitfieldius
Jimwhitfieldius – rodzaj błonkówek z rodziny męczelkowatychznany z Tajlandii oraz Wietnamu. Gatunkiem typowym jest Jimwhitfieldius jamesi.

## Gatunki
Do rodzaju zaliczane są 2 gatunki, choć najprawdopodobniej jest ich więcej:
- Jimwhitfieldius jamesi Fernandez-Triana & Boudreault, 2018
- Jimwhitfieldius sydneyae Fernandez-Triana & Boudreault, 2018